# Horný Kalník
Horný Kalník (Hongaars: Felsőkálnok) is een Slowaakse gemeente in de regio Žilina, en maakt deel uit van het district Martin.
Horný Kalník telt 159 inwoners.